# Curent marin

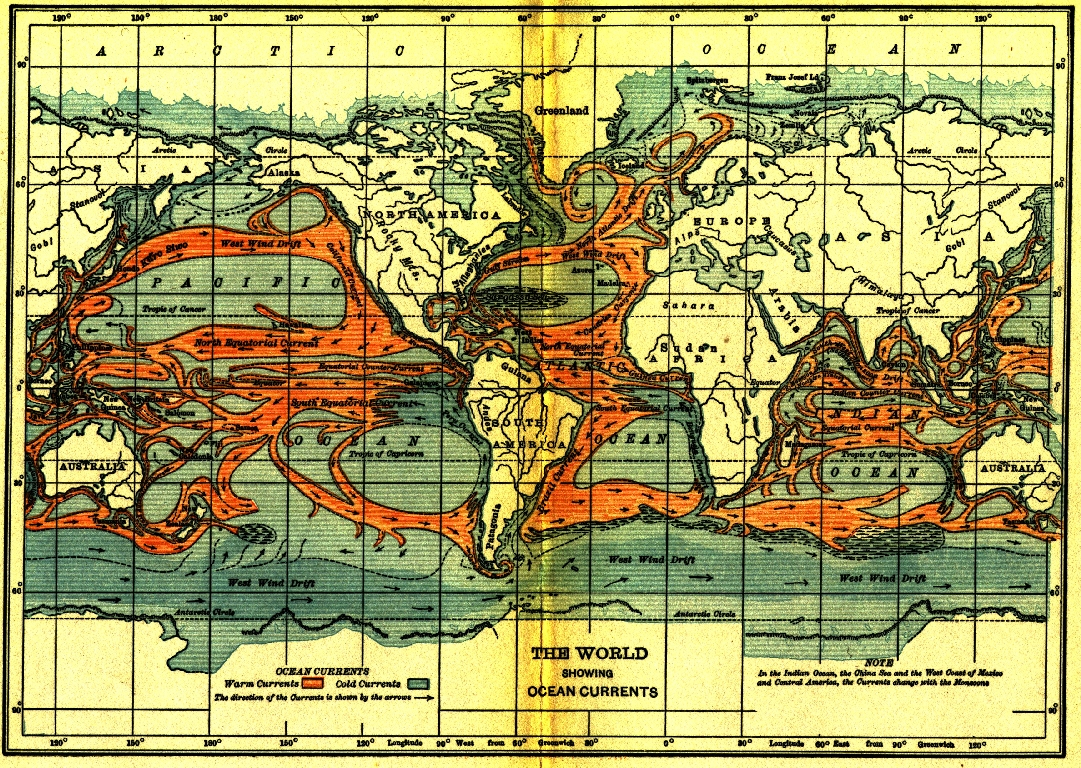
Curenți marini (1911)

Sistemul curenților marini la nivel planetar

Curentul marin este o masă de apă în mișcare, într-o anumită direcție, la suprafața mărilor și oceanelor, sau pe verticală, cauzată de vânturi, maree, diferența de densitate și de presiune atmosferică. 

## Cauze
Curenții marini sunt rezultatul unor factori complecși, în general un rol important îl joacă diferența de temperatură sau gradului de salinitate a apei mărilor, ca și difuziunea moleculară, care atrage după sine o diferență de densitate a apei.
Această circulație a apei marine determină și influențarea climei globului terestru.
Direcția și intensitatea curentului marin mai pot fi influențate de anotimpuri, prin schimbarea intensității radiației solare.

Prezentare Ekman-Spirale (Emisfera nordică)

- Cauze mai importante a formării curenților sunt:

1. Vântul curentul de aer antrenează stratul de apă de suprafață (Spirala-Ekman) un efect asemănător cu scoaterea dopului unei sticle
2. Efectul solar de încălzirea apei
3. Efectul de răcire a apei
4. Influența topografică a reliefului submarin, configurația bazinelor oceanice, sau morfologia reliefului submarin

Ca urmare acestor factori apa cu o densitate mai mare va coborî, la aceasta se adaugă efectul Coriolis, al vântului prin efecte de rotație și de frecare și unul din factorii cei mai importanți fiind diferența de temperatură și salinitate a apei marine.

## Clasificarea curenților

### După durată
Curenții marini de suprafață se împart în: 

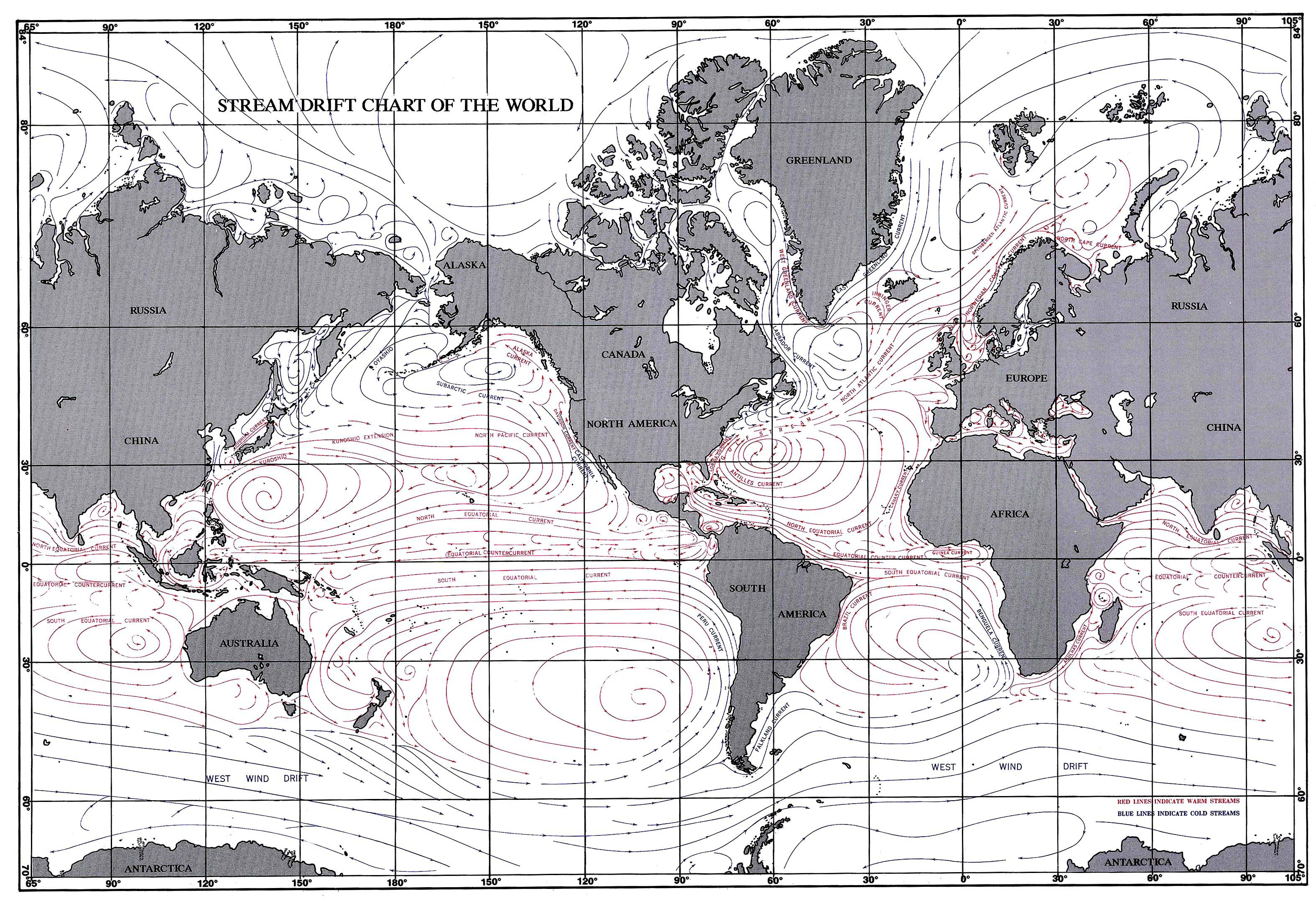
Curenți marini - 2004

- a) curenți permanenți, care-și mențin tot timpul direcția și viteza, formând așa-numita „circulație oceanică generală"
- b) curenți periodici sau curenți de maree, produși de maree și care își schimbă periodic direcția.
- c) curenți sezonieri, care iau naștere în urma acțiunii unor vânturi sezoniere.

Direcția curenților se exprimă în grade sau în carturi, indicându-se totdeauna sensul lor de deplasare și viteza (exprimată în noduri și zecimi de noduri). 
Când lățimea curentului este mare și antrenează o masă de apă puțin adâncă, deplasându-se cu viteză mică, atunci curentul respectiv este numit „derivă". Această formă de curenți apare pe porțiunile finale ale curenților marini.

### După formare și cauze
1. curenți provocați de maree (flux și reflux)
2. curenți provocați de valuri
  1. curenți de derivă litorală, determinați de valurile cu direcție oblică față de țărm și care merg paralel cu acesta;
  2. curenți de întoarcere pe la fund
  3. curenți de întoarcere pe la suprafață.
3. curenți provocați de forța de gravitație
4. curenți provocați de frecarea straturilor de apă de la suprafață de aer
  1. forța de frecare (mai determină scăderea vitezei o dată cu adâncimea),
5. curenți provocați de vânt Spirala Ekman
6. mișcarea de rotație a Pământului prin Efectul Coriolis
7. Curenții de descărcare sunt activi în unele strâmtori, fiind determinați de diferența de nivel dintre două bazine. Ex. între Marea Baltică și Marea Nordului, între Marea Neagră și Marea Egee.
8. Curenții de turbiditate sunt specifici părții inferioare domeniului litoral și mai ales domeniului submarin propriu-zis. Reprezintă deplasări rapide de apă, încărcată cu multe sedimente, provocate de cutremure, de supraîncărcarea pantelor cu aluviuni fluviatile.

### După temperatură și salinitate
1. curenți calzi
2. curenți reci
3. curenți calzi cu salinitate ridicată
4. curenți reci cu salinitate ridicată

### După poziție
1. curenți de suprafață
2. curenți de adâncime
3. curenți de coastă
4. curenți pe fundul mării

Această delimitare nu se poate face în mod absolut fiind forme de trecere de la o categorie la alta.
Importanta curenților litorali pentru morfologie este redusă numai la fâșiile unde traseele se apropie de linia țărmului. Aici acționează cu precădere curenți cu caracter local.

## Curenți marini
| Nume                                                | Ocean (Mare)                                                                          | Temperatura |
| --------------------------------------------------- | ------------------------------------------------------------------------------------- | ----------- |
| Curentul ecuatorial de nord                         | in Oceanul Atlantic, Oceanul Pacific și in Oceanul Indian                             | cald        |
| Curentul Caribic                                    | Atlantic (Marea Caraibilor, Golful Mexic)                                             | cald        |
| Curentul Floridei                                   | Atlantic (Golful Mexic, Str. Florida)                                                 | cald        |
| Curentul Antilelor                                  | Atlantic (Antile, Mara Sargaselor)                                                    | cald        |
| Golfstrom (Curentul Golfului)                       | Atlantic (Coasta americană, Atlanticul de Nord)                                       | cald        |
| Curentul Atlanticului de Nord                       | Atlantic                                                                              | cald        |
| (Curentul Groenlandei și Labradorului)              | Atlantic (partea europeană a Mării Nordului, coasta Labradorului, Bazinul Terra Nova) | rece        |
| Curentul Irming (O ramură din Curentul Golfului)    | Atlantic (partea europeană a Mării Nordului)                                          | cald        |
| Curentul Norvegiei (O ramură din Curentul Golfului) | Atlantic (partea europeană a Mării Nordului)                                          | cald        |
| Curentul Azorelor și Curentul Portugaliei           | Atlantic (Pragul Azorelor, coasta portugheză)                                         | cald        |
| Curentul Canarelor                                  | Atlantic (coasta de vest europeană și africană)                                       | rece        |
| Curentul de coastă chinez                           | Pacific (Marea Chinei de Est, Marea Chinei de Sud)                                    | cald        |
| Kuroshio sau Kuroshivo                              | Pacific (Pacificul de vest, Marea Japoniei)                                           | cald        |
| Curentul Pacificului de Nord                        | Pacific                                                                               | cald        |
| Curentul Californiei                                | Pacific (coasta americană)                                                            | rece        |
| Curentul ecuatorial de Sud                          | in Atlantic, Pacific și Oceanul Indian                                                | cald        |
| Curentul Braziliei                                  | Atlantic (coasta de vest braziliană)                                                  | cald        |
| Curentul Somaliei                                   | Oceanul Indian (coasta de nord africană)                                              | cald        |
| Curentul Mozambicului                               | Oceanul Indian (Str. Mozambicului)                                                    | cald        |
| Curentul Agulha                                     | Oceanul Indian (coasta sud estică africană)                                           | cald        |
| Curentul Austral de est                             | Pacific (Marea Tasmaniei)                                                             | cald        |
| Anticurentul Ecuatorial                             | in Pacific și Oceanul Indian                                                          | cald        |
| Curentul Guineii                                    | Atlantic (Golful Guineii)                                                             | cald        |
| Curentul Oyashio                                    | Pacific (Marea Bering)                                                                | rece        |
| Curentul circular antarctic                         | regiunea polară de sud a Oceanului Atlantic, Indian, Pacific și Marea Arctică de Sud, | rece        |
| Curentul Capului Horn și Curentul Falkland          | Atlantic (Insulele Falkland)                                                          | rece        |
| Curentul Bengalului                                 | Atlantic (coasta sud vestică africană)                                                | rece        |
| Curentul Austral de Vest                            | Oceanul Indian (coaste de vest a Australiei)                                          | rece        |
| Curentul Humboldt                                   | Pacific (coasta vestică a Americii de Sud)                                            | rece        |